# Науменко Іван
- Науменко Іван Андрійович — лейтенант Збройних сил України, відзначився у ході російського вторгнення в Україну.
- Науменко Іван Іларіонович (*1938, Ошитки — †березня 2008) — український вчений, доктор технічних наук, професор, заслужений діяч науки і техніки України; дійсний член Академії будівництва України, відділення «Гідротехнічне будівництво і екологія навколишнього середовища».
- Науменко Іван Олександрович (?-2022) — солдат Збройних сил України, учасник російсько-української війни. Почесний громадянин Слов'янська (посмертно).[1]
- Науменко Іван Якович — білоруський письменник і літературознавець.